# Start-1
Start-1 era un vettore spaziale russo con cui vennero lanciati alcuni satelliti fra il 1993 e il 2006. Il razzo derivava dal missile balistico intercontinentale RT-2PM Topol', trasformato in vettore spaziale a seguito del trattato START I stipulato con gli Stati Uniti.

## Storia
Il nome del lanciatore deriva dal trattato START I sulla limitazione delle armi strategiche nucleari stipulato dagli USA con l'Unione Sovietica, che stabiliva per ciascuna delle due parti un tetto massimo di missili balistici intercontinentali. I missili eccedenti dovevano essere riciclati secondo i metodi approvati dal trattato. Dopo la dissoluzione dell'Unione Sovietica, la Russia si assunse la responsabilità di dare attuazione al trattato. Una parte dei missili Topol fu riconvertita in vettori spaziali e l'operazione venne affidata all'Istituto di tecnologia termica di Mosca. Il primo lancio con un razzo Start-1 fu effettuato il 23 marzo 1993 dal cosmodromo di Plesetsk e riguardò un satellite militare. Il lancio del primo satellite commerciale fu effettuato dopo quattro anni (il 4 marzo 1997) dal cosmodromo di Svobodnyj, da cui vennero effettuati tutti i successivi lanci, riguardanti satelliti scientifici e commerciali. L'ultimo lancio con questo vettore fu effettuato il 25 aprile 2006. In totale, con il vettore Start-1 furono effettuati sette lanci (di cui quattro a scopo scientifico e commerciale), con un solo fallimento verificatosi il 28 marzo 1995.

## Caratteristiche
Lo Start-1 è un razzo a propellente solido costituito da quattro stadi: i primi tre stadi derivano dal missile Topol', mentre il quarto stadio ha preso il posto della testata nucleare ed è stato messo a punto dall'Istituto di tecnologia termica di Mosca. Il vettore poteva lanciare in orbita terrestre bassa un carico utile di circa 630 Kg. Il lancio era effettuato da un trasportatore mobile chiamato TEL (trasportatore-erettore-lanciatore), un imponente veicolo a quattordici ruote in uso per i missili Topol'. Fu predisposta anche un'altra versione del vettore che fu denominata Start, con un quinto stadio e una maggiore capacità di carico, ma l'unico lancio effettuato con questa versione nel 1995 fallì e non ne furono tentati altri.